# Mehmet Terzi
Mehmet Terzi (Eskişehir, 5 maggio 1955) è un ex maratoneta turco.
Il 10 maggio 1987 nella maratona di Londra ha stabilito il primato nazionale nella maratona a 2h10'25".

## Palmarès
| Anno | Manifestazione | Sede  | Evento   | Risultato | Prestazione | Note |
| ---- | -------------- | ----- | -------- | --------- | ----------- | ---- |
| 1982 | Europei        | Atene | Maratona | 17º       | 2h24'06"    |      |

## Campionati nazionali
1991
- Oro ai campionati turchi nei 10000 m - 30'10"13

## Altre competizioni internazionali
1978
- Argento alla Maratona di Parigi ( Parigi) - 2h22'12"
- Bronzo alla Maratona di Ankara ( Ankara) - 2h24'01"

1979
- 16º al Cross dei Balcani ( Pristina)

1980
- Oro alla Maratona di Smirne ( Smirne) - 2h26'02"

1981
- Argento alla Maratona di Samsun ( Samsun) - 2h18'45"
- Oro alla BIG 25 Berlin ( Berlino) - 1h16'59"

1982
- 8º alla Maratona di Francoforte ( Francoforte sul Meno) - 2h17'31"

1983
- Argento alla Maratona di Francoforte ( Francoforte sul Meno) - 2h12'54"

1984
- 12º alla Maratona di New York ( New York) - 2h19'12"
- Oro alla Grand Atatürk Run ( Ankara)

1985
- 6º alla Maratona di Francoforte ( Francoforte sul Meno) - 2h15'01"
- Oro alla Maratona di Istanbul ( Istanbul) - 2h12'50"
- Oro alla Grand Atatürk Run ( Ankara)

1985
- 5º alla Maratona di Londra ( Londra) - 2h13'02"
- Oro alla Nacht von Borgholzhausen ( Borgholzhausen), 10 miglia - 47'05"

1986
- 12º alla Maratona di New York ( New York) - 2h15'49"

1987
- 6º alla Maratona di Londra ( Londra) - 2h10'25"
- Oro alla Maratona di San Francisco ( San Francisco) - 2h14'07"

1988
- 19º alla Maratona di Londra ( Londra) - 2h14'51"
- 9º alla Maratona di Francoforte ( Francoforte sul Meno) - 2h18'49"
- 10º alla Mezza maratona di Istanbul ( Istanbul) - 1h06'46"

1989
- 5º alla Maratona di Amsterdam ( Amsterdam) - 2h16'04"
- 7º alla Mezza maratona di Istanbul ( Istanbul) - 1h06'22"